# 陳至潔
陳至潔（Titus Chen）是一名台灣政治學、國際關係學者，目前擔任國立政治大學國際關係研究中心研究員，曾任國立中山大學政治學研究所教授、國立中山大學臺港國際研究中心主任。
早年畢業於國立政治大學外交系、美利堅大學碩士，並且從加州大學爾灣分校取得政治學博士學位。專門研究範疇為國際關係理論、國際規範與國際建制以及國際關係史，另外對於國際人權問題也有不少涉獵。